# In Extremo

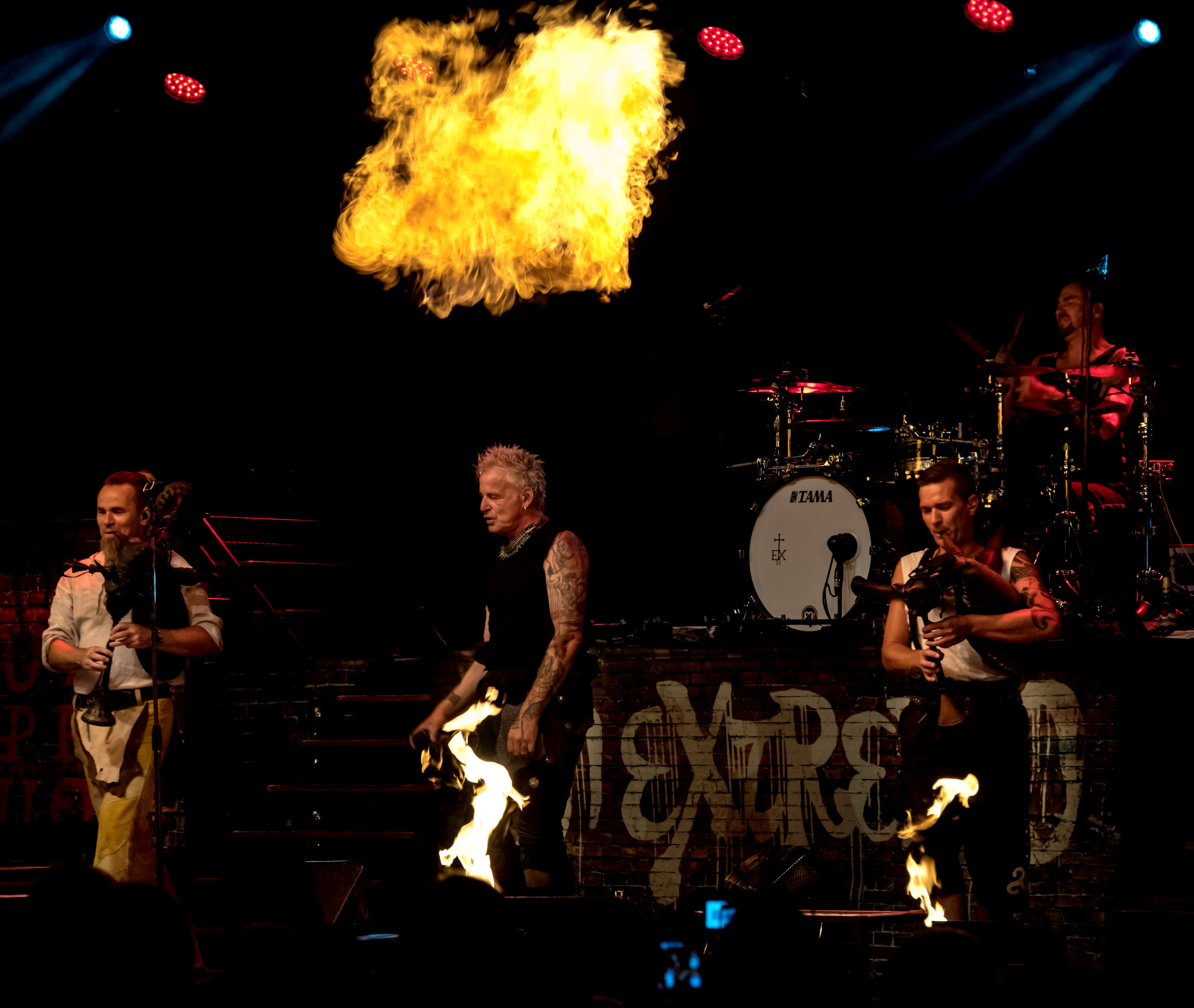
In Extremo, Zelt-Musik-Festival 2018 Freiburg, Alemania

In Extremo —abreviado InEx o simplemente IE— es una banda alemana de folk metal fundada en 1995 en Berlín y cuya formación se llevó a cabo durante los dos años siguientes. Es famosa por sus trabajadas presentaciones en vivo, por su estilo juerguista y la gran variedad de dialectos e idiomas trabajados en sus letras, muchos de ellos idiomas antiguos o medievales. In Extremo es una de las bandas más notorias del folk metal de Europa Central.

## Historia

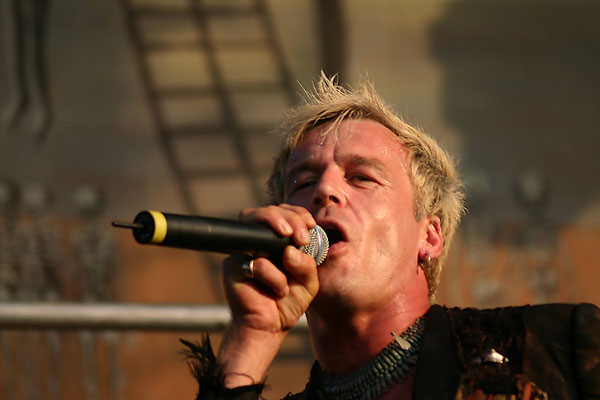
Michael Robert Rhein (alias Das letzte Einhorn).

In Extremo (en latín: en el fin o en el extremo) se formó por la unión de dos proyectos musicales: una banda de música medieval y otra de Rock. Se conocieron a través de encuentros en festivales y mercados medievales, en las que tocaron sus piezas acústicas. Fue durante los ensayos de la temporada de 1995 cuando Michael Robert Rhein, también conocido como «Das letzte Einhorn» (en alemán: «El último unicornio»), propuso llamar al proyecto con el nombre latino de In Extremo. La banda es muy conocida por usar pirotecnia en sus actuaciones.

### 1995-1998: Los proyectos por separado
Discos: In Extremo-Gold, Hameln.

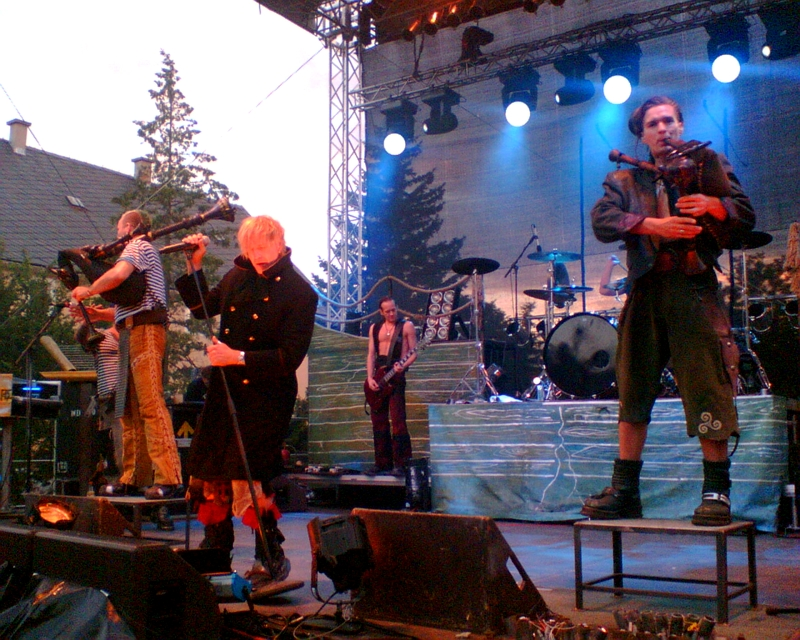
In Extremo en la Fortaleza de Königstein en 2007.

El grupo de música medieval estaba conformado por Michael Robert Rhein, Marco Ernst-Felix Zorzytzky, Conny Fuchs, —que fue sustituida por Andre Strugalla— y Pusterbalg Sen, quien poco después del lanzamiento oficial fue sustituido por Boris Pfeiffer. La banda de rock estaba formada originalmente por Thomas Mund, Reiner Morgenroth y Kay Lutter.
Debido a que la cantidad de asistentes era cada vez mayor, a la presión de su sello discográfico y a los propios intereses de los miembros, en 1995 decidieron hacer una prueba, juntar gaitas con guitarras eléctricas y agregar instrumentos modernos como la batería y el bajo a las piezas de música acústica.
En 1996 empezaron a trabajar en el primer álbum de la banda, que ya contaba con dos temas con los nuevos instrumentos. Debido a que el álbum no tiene nombre oficial es llamado In Extremo-Gold o simplemente Gold por su cubierta dorada. Salió a la venta en febrero de 1997 junto al sencillo «Der Galgen», auto-producido y distribuido en los diversos mercados medievales.
In extremo usaba por ese entonces sus dos facetas, la de grupo de música medieval y la banda de rock, hasta el 29 de marzo de 1997, cuando tuvieron su primera actuación juntos. Desde ese momento se considera su fundación oficial. En 1998 salió su segundo disco, Hameln y un disco en directo, Die Verrückten sind in der Stadt.

### Primeros años como banda
Discos: Weckt die Toten!, Verehrt und angespien.

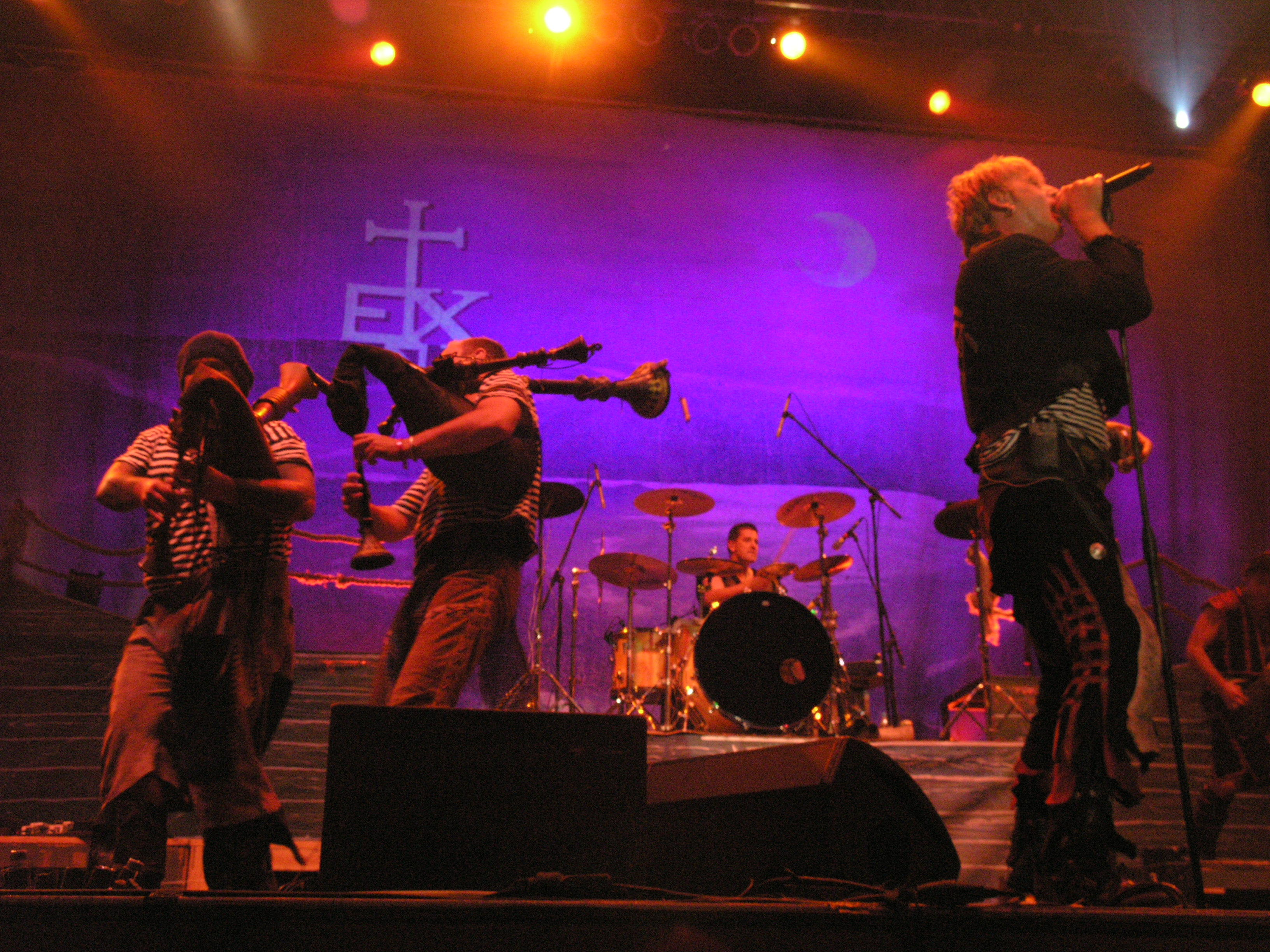
In Extremo en el festival Masters of Rock en 2007.

Los dos proyectos se fusionaron oficialmente el 11 de abril de 1998, al celebrarse su primer concierto conjunto en el Castillo Rabenstein, en Brandeburgo. In Extremo firmó su primer contrato con la discográfica berlinesa Vielklang. Dos meses después de su última incursión en unos estudios y en tan solo doce días de grabación salió a la venta su primer álbum titulado Weckt die Toten!. El álbum contiene temas en varias lenguas medievales y solamente unas pocas canciones fueron escritas por la propia banda. A esto le siguió una gira por Alemania y la nominación como banda revelación por la revista especializada Rock Hard.
En la primavera de 1999 firmaron un nuevo contrato con Mercury/Universal para la producción de su siguiente álbum. Durante el concierto de celebración de los dos años de vida de In Extremo, Michael Robert Rhein sufrió un accidente mientras realizaba un acto de tragafuego. Dos meses después se subió al escenario en el festival Dynamo en Holanda para realizar el primer concierto de la banda en suelo extranjero.
Su siguiente álbum fue Verehrt und angespien, que llegó a alcanzar el número 11 en las listas alemanas. Fue acompañado del CD promocional This Corrosion, original de Sisters of Mercy. Tras su publicación, In Extremo realizó una gira por Alemania y el extranjero, durante la cual su guitarrista Thomas Mund sufrió una severa depresión y fue internado en una clínica. Su sucesor, Sebastián Oliver Lange también es conocido como «Van Lange».

### 2000-2006: Un nuevo milenio
Discos: Sünder ohne Zügel, 7, Mein rasend Herz.

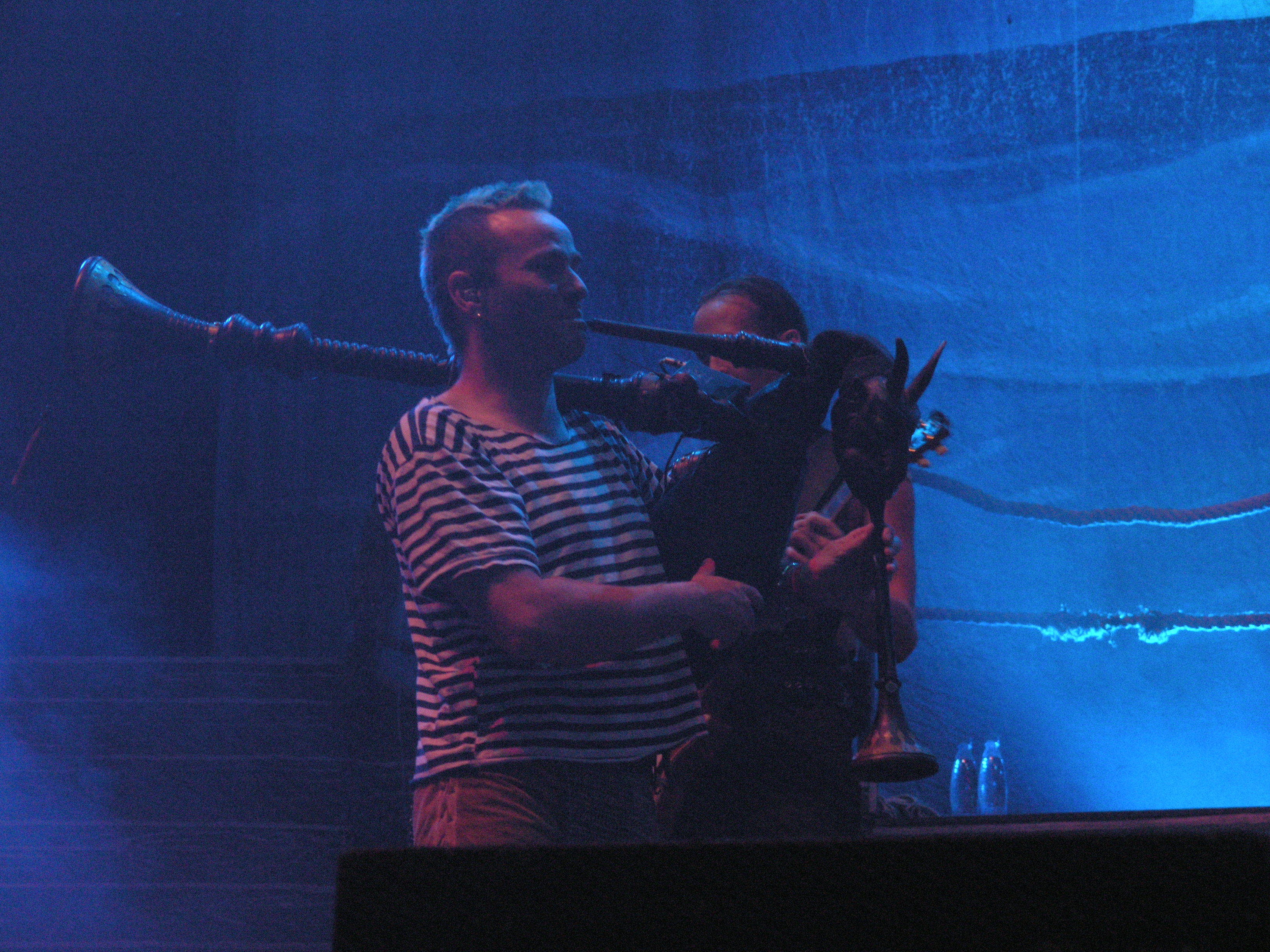
In Extremo en el festival Masters of Rock en 2007.

Con el lanzamiento del sencillo «Vollmond» se anunció la salida de su álbum Sünder ohne Zügel, que vio la luz en 2001, y por primera vez In Extremo logró aparecer en los diez primeros puestos de las listas alemanas y en los cincuenta primeros de las austriacas. Es entonces cuando In Extremo hizo una aparición en el videojuego Gothic con la versión acústica de «Herr Mannelig» del álbum Verehrt und angespien. El bajista Lutter acudió a una clínica un día antes de la gira de otoño, donde fue diagnosticado de cáncer. En un principio la gira fue aplazada pero luego se realizó con la colaboración del bajista de BOON, Toddy. Durante los conciertos de diciembre, Lutter se integró nuevamente en la banda. In Extremo fue nominado para los premios ECHO en la categoría de «Nu metal/Rock alternativo nacional», que ganó finalmente Rammstein, Luego vieron la luz al mismo tiempo el CD y el DVD Live-2002, con las presentaciones de los festivales Tauber y Kyffhäauser.
El siguiente álbum, y el séptimo de la banda, fue 7, que alcanzó el número 3 en las listas de Alemania, 78 en Suiza y 15 en Austria. Los videos de los sencillos «Küss Mich» y «Erdbeermund» fueron transmitidos de forma constante por televisión. La gira posterior ha sido la más exitosa de In Extremo.
Mein rasend Herz fue publicado en el 2005 junto al sencillo «Nur ihr allein» y alcanzó el top 100 de Billboard. Contó con un vídeo promocional en el que aparecieron turistas japoneses. Tras la gira, «Horizont» fue lanzado como sencillo, en cuyo videoclip puede verse a la hija de Michael Robert Rheins, Jaella.

### 2006-2007:Kein Blick züruck
Discos: Raue Spree 2005 (en vivo), Die Goldene 2006, Hameln 2006, Kein Blick züruck.

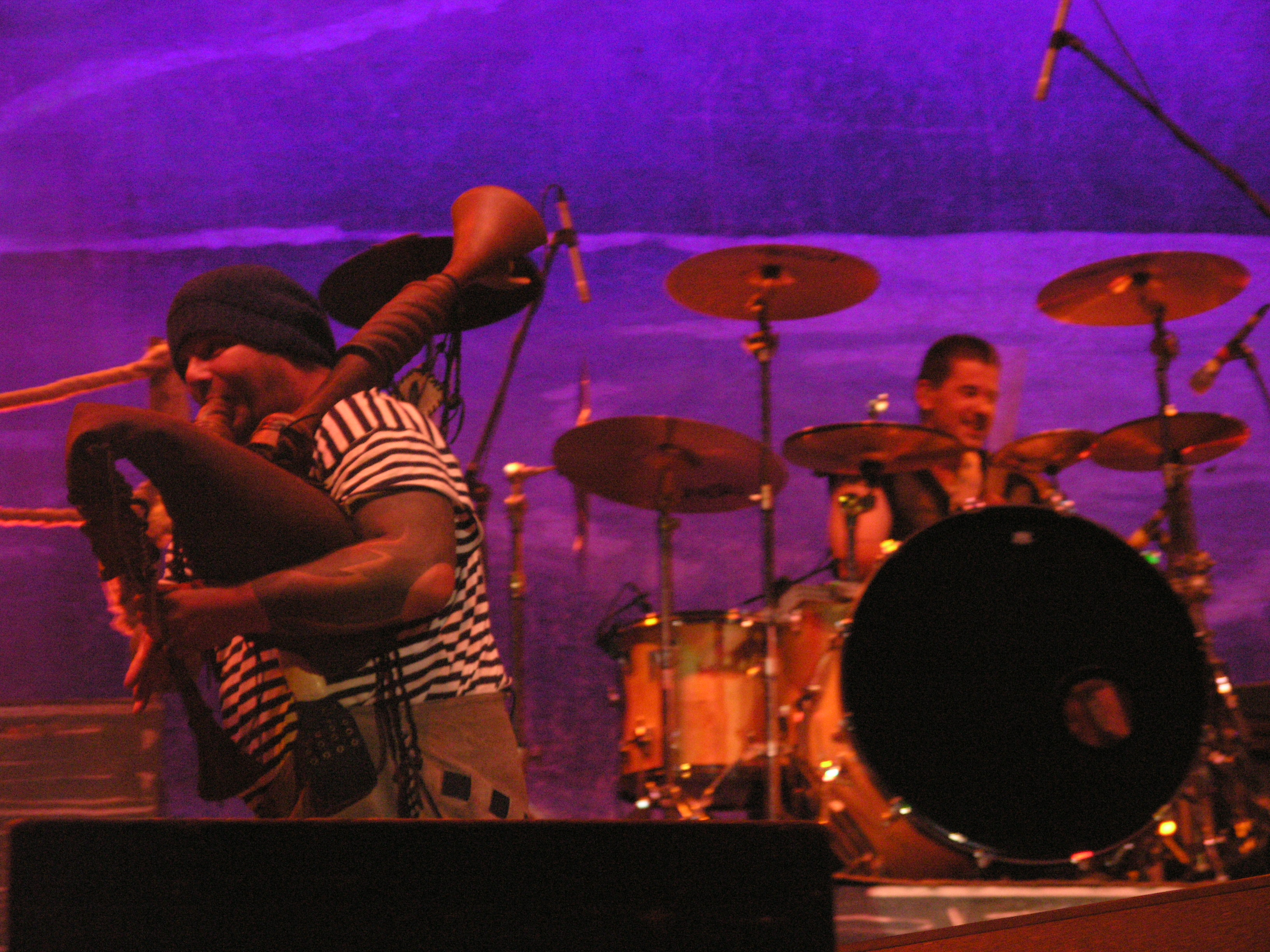
In Extremo en el festival Masters of Rock en 2007.

A principios de 2006 In Extremo visita por primera vez Rusia. En febrero fueron invitados a participar en el programa TV-Total de Alemania, en el cual presentaron su sencillo "Liam". Así mismo participaron en el "Bundesvision Song Contest" con la misma canción, de su anterior disco, y presentaron su DVD en vivo Raue Spree. El DVD y doble CD tuvo grandes ventas y el vídeo de "Liam" fue extraído de este DVD. En el concurso Bundesvision Song Contest de Turingia In Extremo ocupó el tercer lugar.
Continuaron con su gira, en la que hicieron una aparición en el Wacken Open Air. Después de la gira decidieron reeditar sus dos primeros álbumes In Extremo - Gold y Hameln relanzándolos como Die Goldene 2006 y Hameln 2006, al mismo tiempo que lanzaron el recopilatorio Kein Blick zurück, que incluye varios temas regrabados y dos canciones inéditas. Hay además una edición limitada del disco conocida como In Extremo Gecovered en la que además incluyen versiones de otras bandas.

### 2008-2010: Número 1 en las listas y «Los años verdaderos»
Discos: Sængerkrieg, Sængerkrieg Akustik Radio-Show, Am goldenen Rhein.

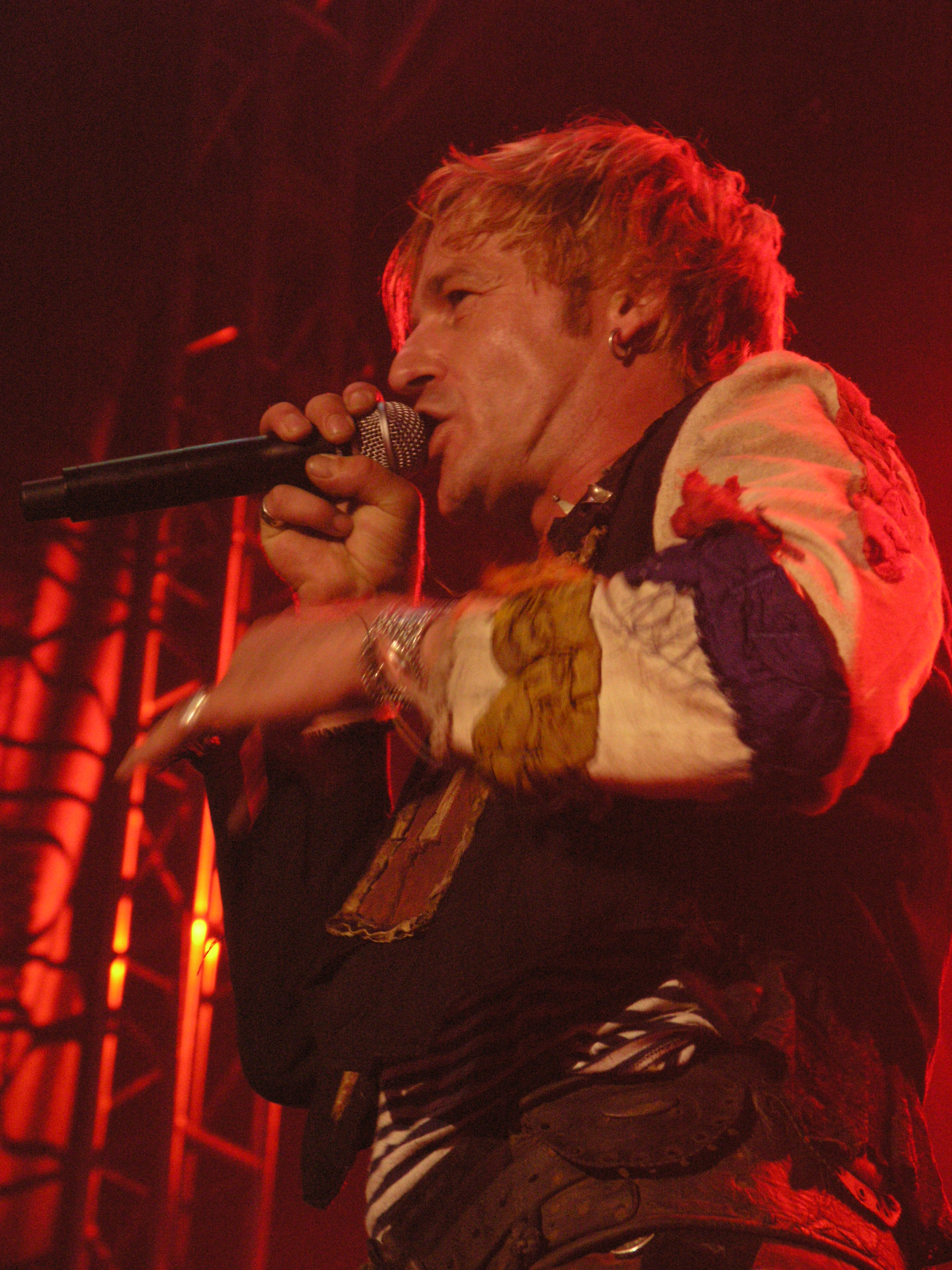
«Das letzte Einhorn».

En el 2008 In Extremo regresa con Sængerkrieg, en el que muestran un estilo renovado. El álbum consiguió llegar al puesto #1 en las listas alemanas. En el verano de 2008 comenzaron su nueva gira bajo el nombre de «Ius primae noctis». Los lugares de la gira se seleccionaron según el ambiente atmosférico y la respuesta anterior de sus seguidores. El 31 de julio de ese año, In Extremo presentó un concierto en la ciudad de Bonn que pudo ser visto en trasmisión directa por Internet. Ese año pisaron suelo austriaco y nuevamente visitaron Rusia. El 17 de octubre lanzaron el sencillo «Neues Glück» y el 28 de ese mismo mes presentaron el CD acústico Sængerkrieg Akustik Radio-Show, que fue grabado el 16 de octubre en la emisora alemana Radio Fritz. En diciembre continuaron con el «Sængerkrieg-Tour», durante el cual se grabó el concierto en el Kölner Palladium para el DVD Am goldenen Rhein.
En febrero de 2010 la banda anunció que el baterista Reiner Morgenroth dejaba la banda por causa de las diferencias musicales que tenía con los demás integrantes del grupo. Durante el resto de la gira, Adrian Otto, técnico de la banda, tomó su lugar. Poco tiempo más tarde, Florian Speckardt «Specki T.D», que había tocado anteriormente en Letzte Instanz, fue nombrado baterista oficial de la banda. Tocaron en su propio festival en la ciudad de Erfurt, como celebración de los 15 años de vida de la banda. Este festival tuvo por nombre «Wahre Jahre - 15 Jahre In Extremo», que en español significa «Años Verdaderos - 15 Años de In Extremo», con la participación de grupos como Oomph!, Pothead, Fiddler’s Green, Korpiklaani y Ohrenfeindt. También participaron el músico Joey Kelly, la banda del integrante fundador Conny Fuchs y Götz Alsmann.

### 2011:Sterneneisen
El 14 de junio apareció en la web la noticia del nuevo álbum Sterneneisen, que incluyó un cambio en el estilo de la web. La fecha de salida postulada para Sterneneisen es el 25 de febrero y desde el 18 del mismo mes está disponible el sencillo Zigeunerskat, cuyo videoclip puede ser visto en el sitio oficial del grupo.
Además para las personas registradas en el grupo de fanes, llamado Inner Circle, está disponible la descarga de un Medley de 6 temas desde el 16 de febrero, cada uno de 1 minuto cada uno, Los temas escogidos son:
1. Zigeunerskat.
2. Sterneneisen.
3. Unsichtbar feat Mille Petrozza.
4. Siehst du das Licht.
5. Viva La Vida.
6. Schau zum Mond.[11]

## Estilo

### Instrumentos
Además de los instrumentos que caracterizan a una banda de rock —bajo, guitarra y batería—, In Extremo usa instrumentos no convencionales, la mayoría de origen medieval. Ejemplo de esto son la zanfoña, la gaita, el shawm, nyckelharpa, el arpa, el lirio, la trompeta marina, el dulcémele, el tablá, el davul o el klangbaum. Los instrumentos son hechos, en gran parte, por ellos mismos.

### Letras de las canciones

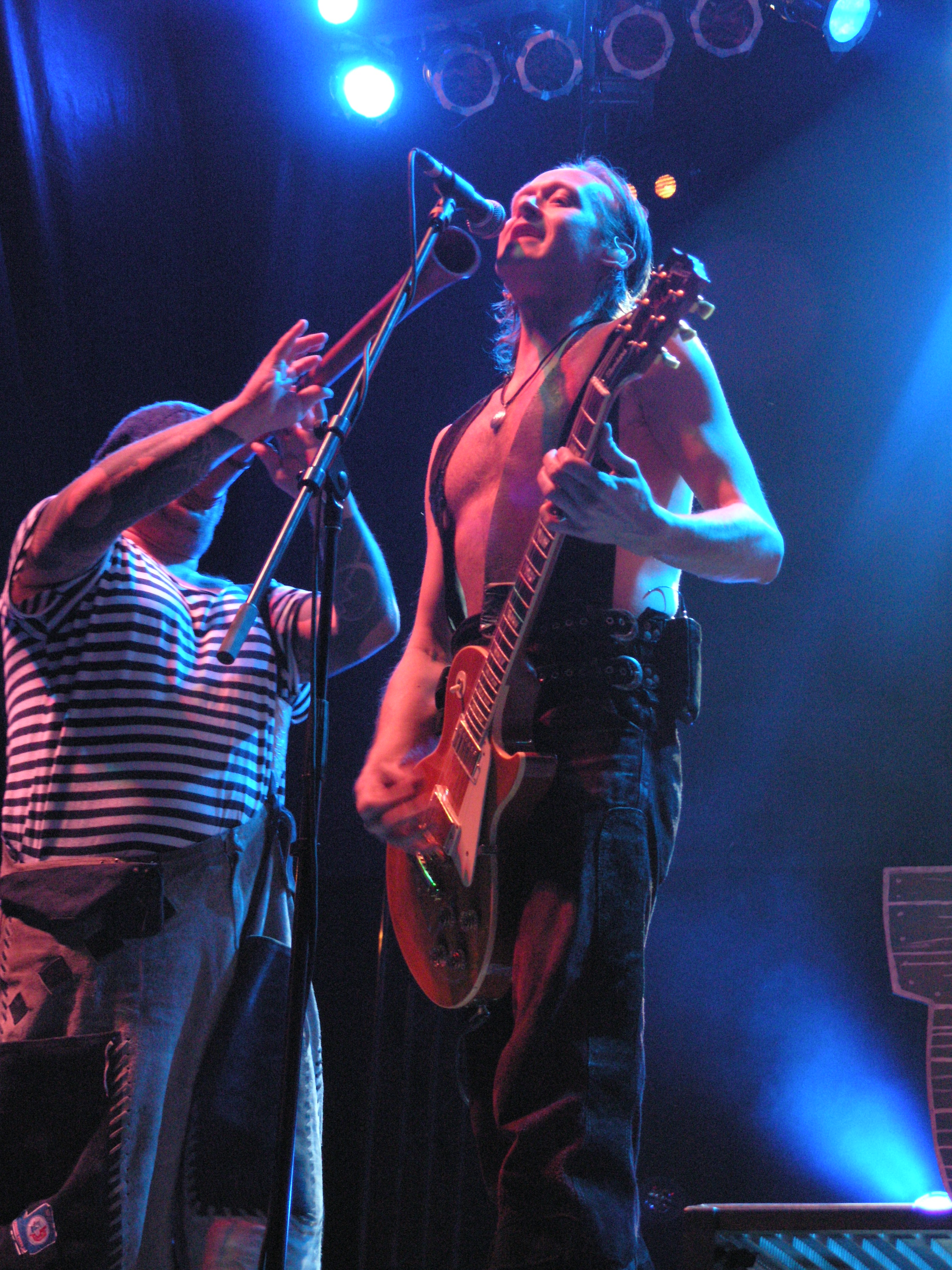
In Extremo en el festival Masters of Rock en 2007.

Muchas de las letras de las canciones de los primeros discos, y algunas de los más recientes, no fueron escritas por la banda, sino que son —al igual que los instrumentos— de la Europa de la Edad Media (siglos VIII al XV) y de la Edad Moderna (siglo XVIII). Los idiomas utilizados incluyen el islandés, el sueco antiguo (o Nórdico antiguo), francés antiguo, Alto alemán medio (o Antiguo alto alemán), latín, hebreo, español y otros. Algunas de sus letras son tomadas de varios escritores famosos, entre ellos el poeta francés François Villon —de su traducción alemana hecha por Paul Zech, por ejemplo: «Rotes Haar» o «Erdbeermund»—, Johann Wolfgang von Goethe —«Rattenfänger»—, Ludwig Uhland —«Des Sängers Fluch», que In Extremo modificó levemente y llamó «Spielmannsfluch»—, Frank Wedekind —«Der Tantenmörder», que In Extremo renombró a «Albtraum»—, así como extractos de Carmina Burana, del álbum Mein rasend Herz. La canción «Liam» fue escrita primero en alemán y luego traducida por Rea Garvey al gaélico escocés.

## Presentaciones
In Extremo tuvo su primera aparición importante con la inclusión de la versión acústica de «Herr Mannelig» del álbum Verehrt und Angespien en la versión alemana del juego Gothic. Se han presentado en diversos programas de televisión y festivales como Wacken Open Air, Rock am Ring, Taubertal-Festival o Nova Rock. La mayor asistencia ante la cual se ha presentado In Extremo fue como banda telonera de Böhsen Onkelz entre el 17 y 18 de junio de 2005, con 120 000 espectadores.

## Logros

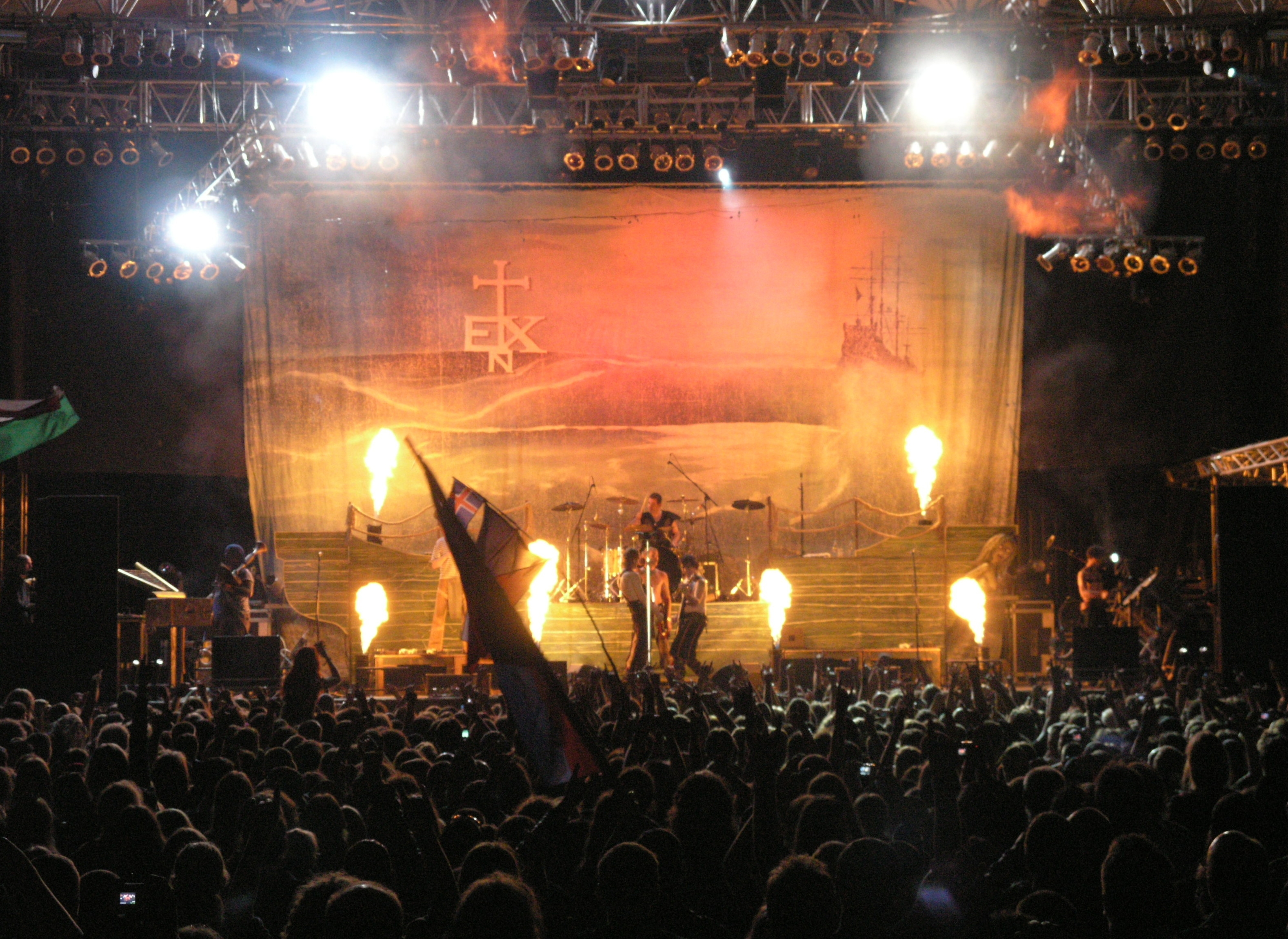
In Extremo en el festival Masters of Rock en 2007.

El primer álbum con que In Extremo se dio a conocer a gran escala fue Verehrt und Angespien, con el que lograron ocupar el número 11 en las listas. Su siguiente álbum, Sünder ohne Zügel, ocupó la plaza número 10.
La banda obtuvo un gran éxito con la salida de su disco 7, que ocupó el tercer lugar en las listas, y el videoclip de «Küss Mich», que llegó a ocupar la plaza 35 en Alemania y fue emitido en las principales cadenas de televisión de habla alemana. Con su octavo álbum, Mein rasend Herz, lograron el tercer lugar en las listas de popularidad nuevamente. De este disco se desprendieron tres sencillos: «Nur ihr allein» el 17 de mayo de 2005, «Horizont» el 12 de septiembre de 2005 y «Liam» —en su versión en alemán— el 3 de febrero de 2006, que ocuparon respectivamente los puestos 35, 85 y 51 de las listas. El 10 de febrero de 2006 fue lanzado al público su segundo DVD, Raue Spree, que se ubicó en la cuarta posición de las listas alemanas, y fue galardonado con el Disco de Oro.
Con Sængerkrieg In Extremo ocupó por primera vez el puesto número 1 en las listas alemanas, en Austria alcanzó el número 13 y en Suiza el 22. Con Sængerkrieg consiguieron nuevamente ganar un Disco de Oro.

## Trivia

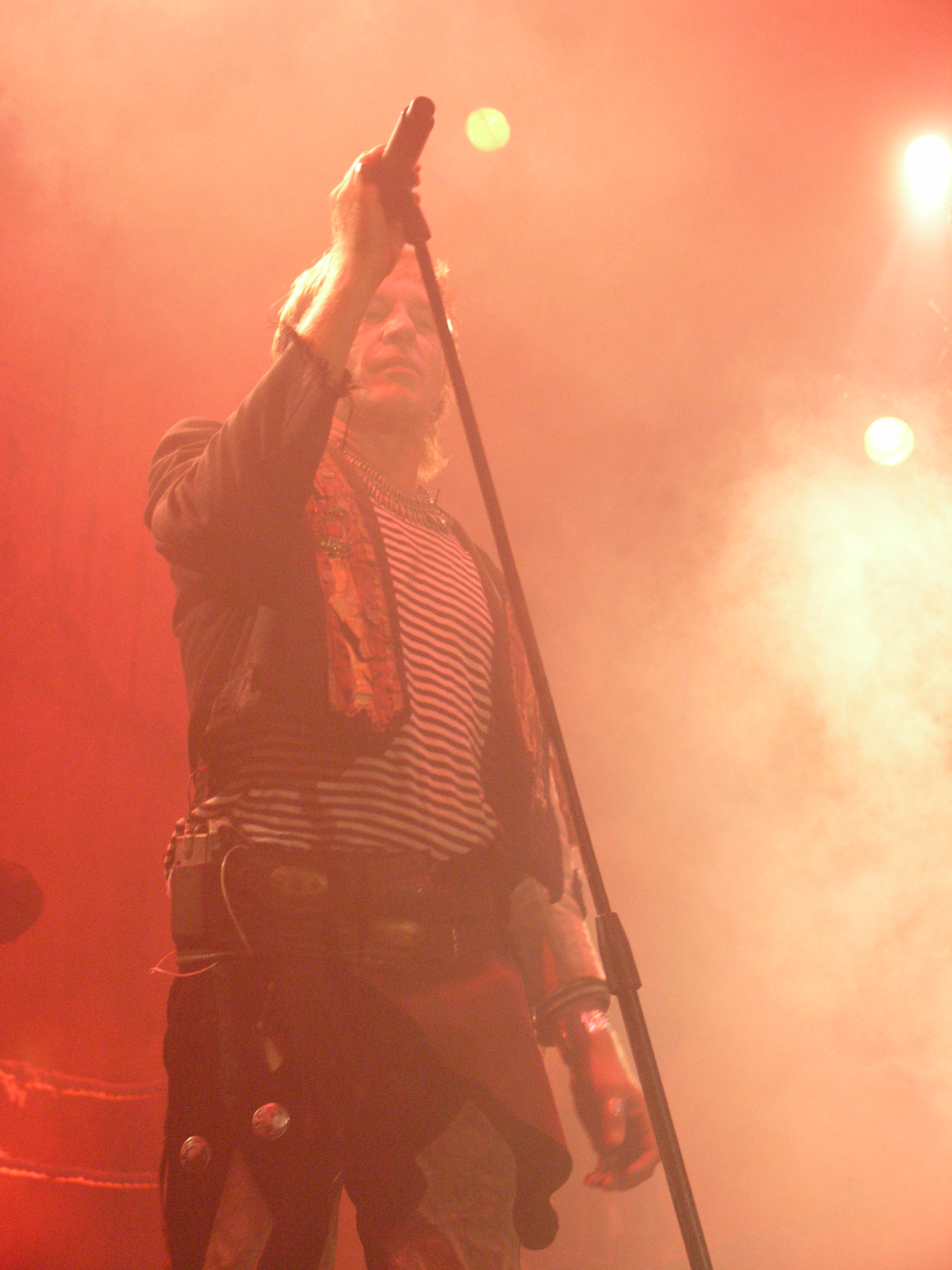
Michael Robert Rhein - Líder.

- In Extremo ha sido nominado a los Premios ECHO en 2002, 2004, 2006 y 2009, aunque nunca los ha ganado.
- Lutter ha escrito un libro, Spielmannsfluch, donde relata su visión de la historia de la banda —hasta 2003— y su anterior grupo en conjunto. Además ha publicado otro libro: Short Stories part 1.
- En el video de «Nur ihr allein» se utilizaron como extras turistas japoneses auténticos.
- En el segundo nivel del juego Gothic suena la canción «Herr Mannelig», en su versión acústica.
- El cantante de Korn, Jonathan Davis, puede ser visto en el DVD Live-2002.
- In Extremo acudió a diversos mercados y ferias medievales bajo el seudónimo de Unbefleckt («Inmaculada»), hasta que corrió la voz y otras bandas medievales usaron el nombre para atraer publicidad a los diferentes mercados medievales, lo que puso fin a esta actividad.
- In Extremo tocó en el festival despedida de Böhsen Onkelz la canción «Vaya Con Tioz».
- En agosto de 2008, In Extremo participó en el Tributo Alemán a Metallica con la canción «I Disappear».
- In Extremo hizo un cover de la canción «Yeah Yeah Yeah» de Die Fantastischen Vier para el disco Tribute to Die Fantastischen Vier.

## Miembros

### Miembros actuales
- Michael Robert Rhein «Das Letzte Einhorn» («El último unicornio») – voz, cistro, arpa, derbake, atabal, binioù, guitarra, pícolo, armónica (1995-)
- Marco Ernst-Felix Zorzytzky «Flex der Biegsame» («Flex el flexible») – gaita alemana, chirimía antigua, flauta, gaita irlandesa, zanfona (1995-)
- Kay Lutter «Die Lutter» – bajo, trompeta marina,  timbal (1995-)
- André Strugala «Dr. Pymonte» – gaita alemana, chirimía antigua, flauta, arpa, trompeta marina, dulcimer, sampler, efectos (1996-)
- Sebastian Oliver Lange «Van Lange» – guitarra, cistro (1999-)
- Florian Speckardt «Specki T.D.» – batería, percusión (2010-)

### Miembros anteriores
- Conny Fuchs «Die Rote Füchsin» («La zorra roja») – (1995-1996), fue la única mujer que ha militado en la banda y cofundadora del grupo. Tocaba la gaita y dejó la banda en 1996 debido a su embarazo. Actualmente toca en «Filia Irata», grupo de música medieval. Fue sucedido por «Dr. Pymonte».
- Mathias Aring «Sen Pusterbalg» – (1995-1997), fue otro gaitero que tocó hasta septiembre de 1997. Fue sucedido por «Yellow Pfeiffer».
- Thomas Mund «Thomas Der Münzer» («Tomás el acuñador de monedas») – (1995-1999), tocaba la guitarra, pero sufría de depresión severa. En octubre de 1999, tras un deterioro significante de su salud, dejó la banda y se internó en una clínica. Su sucesor fue «Van Lange» , en un principio como invitado y posteriormente como miembro de pleno derecho.
- Reiner Morgenroth «Der Morgenstern» («La estrella matutina») – (1995-2010), tocaba la batería, percusión y timbal, dejó la banda en febrero de 2010 debido a que sus ideas musicales y las de los otros miembros de la banda ya no eran compatibles. Su sucesor fue «Specki T.D.»
- Boris Pfeiffer «Yellow Pfeiffer» («Gaitero amarillo») – gaita alemana, chirimía antigua, flauta, nyckelharpa (1997-2022).

### Artistas invitados
- Paddy Kelly: Colabora en los coros de «Küss Mich» del álbum 7.
- Thomas D: Voz en off en «Ave Maria» y aparece en el DVD Live-2002.
- Rea Garvey de Reamonn: Canta junto a Michael en «Liam» y ayudó en su traducción.
- Marta Jandová de Die Happy: Voz femenina en «Horizont».
- Robert Beckmann: Canta en «Poc Vecem» y toca el violín en «Singapur». Se le puede ver en el DVD Raue Spree.
- Henning Wehland de H-Blockx: Colabora en la canción «Königin», del lado B del sencillo «Küss Mich»
- José Andrëa exvocalista de Mägo de Oz: Canta en el coro de «En Esta Noche» del álbum Sængerkrieg. Colaboró con la realización de la letra.

Además, In Extremo ha sido versionado por bandas como Blind, Götz Alsmann, Grave Digger, Ougenweide, Randalica, Silbermond y Paul Raven.

## Discografía

### Álbumes
- Gold (álbum acústico de música medieval) - 1997
- Hameln (álbum acústico de música medieval) - 1998
- Weckt Die Toten! (primer álbum de folk metal) - 1998
- Verehrt Und Angespien - 1999
- Sünder Ohne Zügel - 2001
- 7 - 2003
- Mein Rasend Herz - 2005
- Sængerkrieg - 2008
- Sterneneisen - 2011
- Kunstraub - 2013
- Quid pro Quo - 2016
- Kompass zur Sonne - 2020

### En vivo
- Die Verrückten sind in der Stadt - 1998
- Live - 2002
- Vollmond über Frankfurt - 2002
- Raue Spree 2005 (DVD) - 2006
- Sængerkrieg akustik radio show - 2008
- Unplugged - Live At Fritz - 2008
- Am goldenen Rhein - 2009
- Wahre Jahre - Live In Erfurt - 2011
- Sterneneisen Live - 2012

### Recopilaciones
- Kein Blick zurück - 2006

### Sencillos
- «Der Galgen» - 1997
- «Ai vis lo lop» - 1998
- «Vollmond» - 2000 (puesto 91)[12]
- «Küss mich» - 2003 (puesto 35)[12]
- «Erdbeermund» - 2003
- «Nur ihr Allein» - 2005 (puesto 35)[12]
- «Horizont» - 2005 (puesto 85)[12]
- «Liam» - 2006 (puesto 51)[12]
- «Frei zu Sein» - 2008 (puesto 42)[12]
- «Neues Glück» - 2008
- «Zigeunerskat» - 2011
- «Siehst du das Licht» - 2011
- «Viva La Vida» - 2011